# Laurien Hoos
Laurien Hoos (née le 18 août 1983 à Beverwijk) est une athlète néerlandaise, spécialiste des épreuves combinées et notamment du heptathlon. Elle mesure 1,78 m pour 63 kg.

## Meilleurs résultats
- 100 m : 12 s 22 1,00 Vught 28/06/2008
- 200 m : 23 s 97 1,00 Götzis 28/05/2005
- 800 m : 2:21.76 Erfurt 15/07/2005
- 100 m haies : 13 s 52 (0,20) Pékin 15/08/2008 et 13 s 52 (1,50) Desenzano del Garda 10/05/2008
- hauteur : 1,77 Erfurt 14/07/2005
- longueur : 6,04 0,60 Erfurt 15/07/2005
- poids : 15,28 Götzis 26/05/2007
- javelot : 51,76 Arles 08/06/2008
- heptathlon 6 291 Erfurt 15/07/2005